# 개원연설
개원연설(開院演說, 영어: Speech from the throne)은 몇몇의 입헌군주제 국가에서 군주 또는 부왕이 총리가 미리 준비된 연설문을 입법부인 의회의 의원들에게 연설하는 행사이다. 이 연설문은 새로운 회기에서 국정의 운영을 맡은 내각의 주요 안건을 소개한다. 공화제 국가에서는 대통령과 같은 국가 원수는 의회에서 연설한다. 예를 들어 미국의 대통령이 연설하는 일반교서가 있다.
역사적으로 유럽 지역의 군주는 자기자신이 소유한 권력을 행사하는 경우에 의례적으로 왕좌에 앉아서 군주의 정책과 목표가 담긴 연설문을 발표하였다. 대체로 군주의 자문관들이 연설문을 준비하였다. 하지만 군주는 보통 연설문을 작문하는 과정을 감독하였다. 그리고 연설문의 최종적인 원고과 내용을 승인하는 결정권은 항상 군주에게 있었다.
현대의 입헌군주제 나라들은 법이나 관례로 국가 원수나 그의 대변자가 개원연설식에서 연설문을 읽지만 내각 소속의 대신들이 연설문을 쓴다. 연설문은 나라의 현주소를 보고하는 목적뿐만 아니라 군주 또는 그의 대변인이 의회와의 협조가 필요한 입법 내용과 나라의 우선적인 국정계획을 소개한다.

## 영국 연방 왕국
영국 연방 왕국 회원국 사이에서 개원연설은 새로운 회기를 기념하는 일환으로 (양원제든 단원제로 구성된) 입법부의 의원들의 앞에서 소개하는 연설이다.

## 참고 자료
1. ↑  줄여서 throne speech라고 부른다.